# Oleksandr Hladkyy
Oleksandr Mykolayovych Hladkyy en ukrainien « Олександр Миколайович Гладкий », né le 24 août 1987 à Lozova, est un footballeur international ukrainien. Il joue au poste d'attaquant au Çaykur Rizespor. Son nom s'écrit également de façon suivante : Hladkiy ou Gladkyy.

## Biographie

### En club
Oleksandr Hladkyy commence sa carrière au centre de formation du Metalist Kharkiv, puis change de club pour l'autre club professionnel de la ville le FC Kharkiv. Sous la direction de Vladimir Bessonov, Gladkiy devient un joueur régulier et parvient à être l'un des meilleurs buteurs ukrainien du championnat. En effet, lors de la saison 2006-07, il est le meilleur buteur championnat d'Ukraine avec 13 buts.
Après cette performance, Hladkyy est suivi de très près par un grand club ukrainien : le Shakhtar Donetsk; et le 8 juin 2007, il signe un contrat de 5 ans en faveur de ce club pour une indemnité de transfert de 2,5M€. 
Le 7 mai 2008, en finale de la coupe d'Ukraine contre le Dynamo Kiev il marque un but et fait gagner son équipe (2-0). Il fait une première saison remarquable sous ses nouvelles couleurs (2e meilleur buteur du championnat). Mais avec l'addition d'attaquant au Shaktar comme Yevhen Seleznyov and Marcelo Moreno, Oleksandr commence à avoir du mal à s'imposer dans le nouveau système de jeu de Mircea Lucescu qui utilise seulement un attaquant de pointe.
Après avoir joué quelques tours de qualification, Gladkiy joue son 1er match en League des Champions le 18 septembre 2007 contre le Celtic Glasgow en rentrant à la 70e minute à la place de Cristiano Lucarelli (2-0). Mais c'est l'année suivante qu'il marque les esprits en inscrivant un doublé au Nou Camp contre le FC Barcelone pour son 1er match en League des Champions cette année-là.
Le 18 août 2010, il rejoint le Dniepr Dniepropetrovsk pour une somme de 7M€.

### En équipe nationale
Oleksandr Gladkiy est un joueur régulier de l'équipe ukrainienne espoirs avec 11 matchs et 4 buts. Le 22 août 2007, il fait ses débuts en match amical avec la sélection ukrainienne contre l'Ouzbékistan et marque son 1er but dès sa 1re sélection. À noter qu'il ne joue qu'une seule mi-temps lors de ce match laissant sa place à Andrej Voronin.

## But en sélection
|    | Date         | Lieu                                     | Adversaire  | Resultat | Compétition  |
| -- | ------------ | ---------------------------------------- | ----------- | -------- | ------------ |
| 1. | 22 août 2007 | Lobanovsky Dynamo Stadium, Kiev, Ukraine | Ouzbékistan | 2-1      | Match Amical |

## Statistiques
| Saison                | Club                  | Championnat           | Championnat | Championnat | Coupe(s) nationale(s) | Coupe(s) nationale(s) | Compétition(s) continentale(s) | Compétition(s) continentale(s) | Compétition(s) continentale(s) | Total | Total |
| Saison                | Club                  | Division              | M.          | B.          | M.                    | B.                    | Comp.                          | M.                             | B.                             | M.    | B.    |
| 2003-2004             | Metalist Kharkiv      | D2                    | 8           | 3           | -                     | -                     | -                              | -                              | -                              | 8     | 3     |
| 2004-2005             | Metalist Kharkiv      | D1                    | 9           | 1           | 2                     | 0                     | -                              | -                              | -                              | 11    | 1     |
| Sous-total            | Sous-total            | Sous-total            | 17          | 4           | 2                     | 0                     | -                              | -                              | -                              | 19    | 4     |
| 2004-2005             | Arsenal Kharkiv       | D2                    | 10          | 4           | -                     | -                     | -                              | -                              | -                              | 10    | 4     |
| 2005-2006             | FK Kharkiv            | D1                    | 25          | 1           | 2                     | 1                     | -                              | -                              | -                              | 27    | 2     |
| 2006-2007             | FK Kharkiv            | D1                    | 29          | 13          | 1                     | 0                     | -                              | -                              | -                              | 30    | 13    |
| Sous-total            | Sous-total            | Sous-total            | 64          | 18          | 3                     | 1                     | -                              | -                              | -                              | 67    | 19    |
| 2007-2008             | Chakhtar Donetsk      | D1                    | 29          | 17          | 8                     | 2                     | C1                             | 9                              | 2                              | 46    | 21    |
| 2008-2009             | Chakhtar Donetsk      | D1                    | 26          | 4           | 6                     | 1                     | C1+C3                          | 3+7                            | 2+0                            | 42    | 7     |
| 2009-2010             | Chakhtar Donetsk      | D1                    | 22          | 6           | 2                     | 1                     | C1+C3                          | 2+4                            | 1+0                            | 30    | 8     |
| 2010-2011             | Chakhtar Donetsk      | D1                    | 5           | 0           | 2                     | 2                     | -                              | -                              | -                              | 7     | 2     |
| Sous-total            | Sous-total            | Sous-total            | 82          | 27          | 18                    | 6                     | -                              | 25                             | 5                              | 125   | 38    |
| 2010-2011             | FK Dnipro             | D1                    | 19          | 2           | 4                     | 2                     | C3                             | 2                              | 0                              | 25    | 4     |
| 2011-2012             | FK Dnipro             | D1                    | 4           | 0           | 2                     | 0                     | -                              | -                              | -                              | 6     | 0     |
| Sous-total            | Sous-total            | Sous-total            | 23          | 2           | 6                     | 2                     | -                              | 2                              | 0                              | 31    | 4     |
| 2011-2012             | Karpaty Lviv (prêt)   | D1                    | 8           | 3           | 2                     | 1                     | -                              | -                              | -                              | 10    | 4     |
| 2012-2013             | Karpaty Lviv (prêt)   | D1                    | 23          | 5           | 3                     | 0                     | -                              | -                              | -                              | 26    | 5     |
| 2013-2014             | Karpaty Lviv (prêt)   | D1                    | 28          | 10          | 2                     | 0                     | -                              | -                              | -                              | 30    | 10    |
| Sous-total            | Sous-total            | Sous-total            | 59          | 18          | 7                     | 1                     | -                              | -                              | -                              | 66    | 19    |
| 2014-2015             | Chakhtar Donetsk      | D1                    | 19          | 11          | 8                     | 5                     | C1                             | 3                              | 0                              | 30    | 16    |
| 2015-2016             | Chakhtar Donetsk      | D1                    | 17          | 4           | 4                     | 2                     | C1+C3                          | 9+1                            | 3+0                            | 31    | 9     |
| Sous-total            | Sous-total            | Sous-total            | 36          | 15          | 12                    | 7                     | -                              | 13                             | 3                              | 61    | 25    |
| 2016-2017             | Dynamo Kiev           | D1                    | 8           | 0           | -                     | -                     | C1                             | 3                              | 0                              | 11    | 0     |
| Sous-total            | Sous-total            | Sous-total            | 8           | 0           | -                     | -                     | -                              | 3                              | 0                              | 11    | 0     |
| 2016-2017             | Karpaty Lviv (prêt)   | D1                    | 13          | 4           | -                     | -                     | -                              | -                              | -                              | 13    | 4     |
| 2017-2018             | Karpaty Lviv          | D1                    | 9           | 1           | 1                     | 0                     | -                              | -                              | -                              | 10    | 1     |
| Sous-total            | Sous-total            | Sous-total            | 22          | 5           | 1                     | 0                     | -                              | -                              | -                              | 23    | 5     |
| 2017-2018             | Tchornomorets Odessa  | D1                    | 9           | 2           | -                     | -                     | -                              | -                              | -                              | 9     | 2     |
| 2018-2019             | Çaykur Rizespor       | D1                    | 8           | 0           | 4                     | 3                     | -                              | -                              | -                              | 12    | 3     |
| 2018-2019             | Adana Demirspor       | D2                    | 15          | 5           | -                     | -                     | -                              | -                              | -                              | 15    | 5     |
| Sous-total            | Sous-total            | Sous-total            | 32          | 7           | 4                     | 3                     | -                              | -                              | -                              | 36    | 10    |
| Total sur la carrière | Total sur la carrière | Total sur la carrière | 343         | 96          | 53                    | 20                    | -                              | 43                             | 8                              | 439   | 124   |

## Palmarès

### En équipe
Avec le Metalist Kharkiv, il est vice-champion d'Ukraine de D2 en 2004.
C'est avec le Shakhtar Donetsk qu'il écrit les plus belles lignes de son palmarès en étant champion d'Ukraine en 2008 et en 2010 et vice-champion en 2009. Il remporte également la Coupe d'Ukraine en 2008 en battant le Dynamo Kiev mais s'incline la saison suivante en finale contre le Vorskla Poltava ainsi qu'en 2016. Il joue trois fois la Supercoupe d'Ukraine, la remportant à deux reprises en 2008 et 2010 mais s'inclinant en 2007. Il s'offre également une Coupe UEFA en 2009 en venant à bout en finale du club allemand du Werder Brême.
Sous les couleurs du Zorya Louhansk, il est finaliste de la Coupe d'Ukraine en 2021.

### Distinction personnelle
Il est meilleur buteurs du  Championnat d'Ukraine en 2007 avec treize réalisations alors qu'il joue pour le FC Kharkiv.